# Ngựa Morab
Ngựa Morab là một giống ngựa ban đầu được phát triển thông qua lai tạo giữa ngựa Ả Rập và ngựa Morgan. Ông trùm báo chí William Randolph Hearst là một nhà lai tạo ngựa Morab với sự khao khát, và được ghi nhận với việc tạo ra tên giống bằng cách sử dụng thuật ngữ "Morab", như một sự kết hợp của tên của các giống bố mẹ (gồm tên gọi trong tiếng Anh là: Morgan + Arabia). Việc sinh sản của ngựa Morab bắt đầu vào cuối những năm 1880 với mục đích tạo ra một con ngựa vận chuyển tốt mà vẫn còn đủ lớn cho lao động nông nghiệp một cách vừa phải.
Các con ngựa Morab hiện đại tiếp tục truyền thống này kết hợp sức mạnh và sự sang trọng, được cả hai dòng ngựa này đều có ngoại hình hấp dẫn, và ngựa công việc mạnh mẽ nhưng nhẹ nhàng và gia đình. Việc đăng ký ngựa Morab đầu tiên được tạo ra vào năm 1973. Trước đó, Những con ngựa Morab chủ yếu là những con ngựa không có giấy tờ cho từng loại. Nhiều con ngựa Morab từ sớm đã được đăng ký với Hiệp hội Morgan Horse Mỹ, như sổ hướng dẫn đăng ký giống Morgan vẫn còn mở thời gian đó, và những con ngựa này kể từ đó đã được đồng hóa hoàn toàn vào giống Morgan.